# Kjokudžicuki

Vlajka Japonské císařské armády (1870–1945)
Poměr stran: 2:3

Kjokudžicuki  (japonsky: 旭日旗) je japonská vlajka, která se skládá z bílého pozadí s červeným kotoučem, z něhož vychází šestnáct červených paprsků. Stejně jako japonská státní vlajka, i kjokudžicuki symbolizuje Slunce.
Vlajka byla původně používána mocnými japonskými šlechtici během období Edo (1603–1868). 15. května 1870 byla vládou Meidži přijata jako válečná vlajka Japonské císařské armády.
V moderní době vlajku vyvěšují Japonské námořní síly sebeobrany a osmipaprskovou verzi vyvěšují Japonské síly sebeobrany a Japonské pozemní síly sebeobrany. Kjokudžicuki lze také spatřit na rybářských vlajkách vyvěšovaných na znamení velkých úlovků, na vlajkách oslavujících porody či na vlajkách používaných při různých svátcích.
Vlajka je kontroverzní ve většině zemí Asie a Tichomoří, zejména v Jižní Koreji, Severní Koreji, Číně, Singapuru, Malajsii, Rusku, na Filipínách, Tchaj-wanu a pro spojenecké veterány 2. světové války (hlavně v Austrálii), kde je spojována s japonskými válečnými zločiny, Osou a japonským militarismem a imperialismem.

## Historie a vzhled
Symbolika vycházejícího slunce se k Japonsku váže od období Asuka (538–710). Japonské souostroví leží východně od asijské pevniny, a je tedy místem, kde „vychází Slunce“. V roce 607 byl čínskému císaři Jang-ti zaslán oficiální dopis začínající slovy „od císaře vycházejícího slunce“, a Japonsko je dodnes často označováno jako „země vycházejícího slunce“. Červený kotouč na vlajce symbolizuje Slunce a červené čáry jsou jeho světelné paprsky.
Námět Slunce s paprsky byl široce používán od starověku, nazýval se hiaši (日足/ひあし) a používal se jako rodový znak samuraje (hiašimon). Symbol s obrazem Slunce s paprsky se též používal a používá na oslavu dobrého úlovku, porodu, během slavností či pro komerční účely. Lze ho najít i ve znacích některých amerických jednotek působících v Japonsku. Kjokudžicuki byla používána jako tradiční národní symbol Japonska přinejmenším od období Edo; v minulosti byla používána daimjóy a japonskou armádou.
Vzhled je podobný japonské vlajce, která má uprostřed červený kruh značící Slunce. Rozdíl ve srovnání s vlajkou Japonska je v tom, že kjokudžicuki  má navíc 16 slunečních paprsků. Japonská císařská armáda a loďstvo měly rozdílnou verzi vlajky – námořní vlajka měla kruh posunutý blíže ke straně lanka/stožáru, zatímco verze pro pozemní armádu byla vycentrována. Jako válečná vlajka byla přijata 15. května 1870, 7. října 1889 byla přijata jako vlajka Japonského císařského námořnictva a byla používána až do konce druhé světové války v roce 1945. Po založení Japonských sil sebeobrany v roce 1954 byla znovu přijata vlajka kjokudžicuki, ale předchozí podoba s 16 symetrickými paprsky a poměrem 2:3 byla zrušena. Japonské síly sebeobrany a Japonské pozemní síly sebeobrany používají výrazně odlišnou vlajku s 8 paprsky a poměrem 8:9. Okraje paprsků jsou asymetrické, protože svírají úhly 19, 21, 26 a 24 stupňů. Vlajka má také zářezy pro zlaté nepravidelné trojúhelníky podél okrajů. Vlajka se sluncem odsazeným blíže k lanku a 16 paprsky patří Japonským námořním silám sebeobrany, ale má světlejší červenou barvu než původní vlajka císařského námořnictva.

## Kontroverze
Zatímco Japonsko považuje vlajku za součást své historie, asijské země anektované nebo okupované Japonskem (zejména Jižní Korea, Čína, Singapur, Malajsie, Filipíny) a Rusko tvrdí, že je vlajka spojena s válečnými zvěrstvy císařského Japonska a mocnostmi Osy, a je srovnatelná s nacistickou svastikou.

## Galerie

Vlajka Japonského císařského námořnictva (1889–1945) Poměr stran: 2:3

Japonská válečná vlajka Poměr stran: 9:11
Japonská námořní válečná vlajka Poměr stran: 2:3